# Bingham (Edimburgo)
Bingham è un quartiere di Edimburgo, capitale della Scozia. È ad est di Duddingston ed a nord di Niddrie.
In esso è presente un parco pubblico, il Bingham Park.